# Riverview (Flórida)
Riverview é uma Região censo-designada localizada no estado americano da Flórida, no Condado de Hillsborough.

## Demografia
Segundo o censo americano de 2000, a sua população era de 12.035 habitantes.

## Geografia
De acordo com o United States Census Bureau tem uma área de 24,4 km², dos quais 23,7 km² cobertos por terra e 0,7 km² cobertos por água. Riverview localiza-se a aproximadamente 39 m acima do nível do mar.

## Localidades na vizinhança
O diagrama seguinte representa as localidades num raio de 8 km ao redor de Riverview.